# Alan Styles
Alan Styles (5 d'octubre de 1936, Cambridge, Anglaterra - 8 de desembre de 2011, Sausalito, Estats Units) va ser encarregat d'equip de la banda britànica Pink Floyd, i molt conegut per ser la veu a la cançó Alan's Psychedelic Breakfast, de l'àlbum de 1970 Atom Heart Mother. El seu pèl llarg, barba i les seves maneres el van convertir en una figura molt familiar al voltant de Sausalito.

## Biografia
Va néixer a Cambridge el 5 d'octubre de 1936, i durant la seva joventut van conèixer-se amb David Gilmour, qui més tard es convertiria en guitarrista i compositor de Pink Floyd. Va treballar en un vaixell mercantil, i puntualment va donar classes de forma física a la Royal Navy.
Quan Pink Floyd va començar a despuntar a finals dels anys 60, Gilmour va parlar amb el seu antic amic per veure si volia convertir-se en l'encarregat de l'equip de la banda. L'Alan Styles va fer més que simplement encarregar-se de l'equip de la banda, ja que ja va aparèixer en la coberta posterior de l'àlbum de 1969 Ummagumma, juntament amb el company d'equip Peter Watts, pare de l'actriu Naomi Watts.
En el següent àlbum de la banda, Styles va ser gravat preparant i menjant l'esmorzar; el so se superposa amb tres peces instrumentals per a comprendre la pista de 13 minuts Alan's Psychedelic Breakfast.
| «                                   | Un dia ell estava esmorzant, i de sobte el van començar a gravar. | » |
| — Dancer Styles, fill d'Alan Styles |                                                                   |   |

Durant el temps que Styles va estar associat amb la banda britànica, no només va tenir relació amb ells, si no que també col·laborava amb Charlie Watts, bateria dels Rolling Stones, i va passar temps amb el guitarrista Jimi Hendrix a Londres el 1970, pocs dies abans de la seva mort.
Va arribar un moment que Styles va abandonar l'estil de vida del rock 'n' roll, i es va establir a Sausalito per formar una família, i va ser en aquesta localitat on es va convertir en una figura molt coneguda i estimada.
Va morir el 8 de desembre de 2011 a l'hospital Marin General a causa d'una pneumonia, a l'edat de 75 anys.